# Грабно (Лодзинське воєводство)
Грабно (пол. Grabno) — село в Польщі, у гміні Сендзейовиці Ласького повіту Лодзинського воєводства.
Населення — 165 осіб (2011).
У 1975-1998 роках село належало до Серадзького воєводства.

## Демографія
Демографічна структура станом на 31 березня 2011 року:
|          | Загалом | Допрацездатний вік | Працездатний вік | Постпрацездатний вік |
| -------- | ------- | ------------------ | ---------------- | -------------------- |
| Чоловіки | 87      | 16                 | 65               | 6                    |
| Жінки    | 78      | 10                 | 45               | 23                   |
| Разом    | 165     | 26                 | 110              | 29                   |